# Galadi
Galadi là một chi thú có túi đã tuyệt chủng trong nhóm các loài thú có túi ăn thịt Bandicoot, chúng thuộc bộ thú có túi Peramelemorphia sinh sống ở nước Úc. 

## Phát hiện
Những hóa thạch của chúng được biết đến từ từ trầm tích lắng đọng từ giai đoạn Oligo-Miocen ở Riversleigh, tây bắc Queensland của nước Úc. Chi thú này lần đầu tiên được đặt tên bởi K.J Travouillon, Y. Gurovich, R.M.D. Beck và J. Muirhead vào năm 2010 và loài loại là loài đặc tinh có tên Galadi; sau này có thêm ba loài là Galadi adversus, Galadi amplus và Galadi grandis, được mô tả trong năm 2013. 

## Đặc điểm
Chi này được tái hiện sinh học từ ba cái sọ được bảo quản tốt và một số răng hàm mặt và răng miệng. Khối lượng cơ thể của nó đã có thể gần hai cân Anh, điều này làm cho nó là loài thú tương đối lớn trong họ hàng của nó. Sự kết hợp của kích thước cơ thể, tính năng mạnh mẽ và ngắn của hộp sọ, đồng thời hộp sọ cứng đã chỉ ra rằng những loài thú trong chi Galadi có thể là loài chuyên săn những con mồi tương đối lớn với kích thước tương tự như nó, mặc dù hình thái học của răng hàm của nó cho thấy nó có thể là loài động vật thuộc nhóm ăn tạp.